# Koordinadora Abertzale Sozialista
La Koordinadora Abertzale Sozialista (en català: "Coordinadora Patriòtica Socialista") fou una entitat creada el 1975 que aplegava diverses organitzacions del Moviment d'Alliberament Nacional Basc. En un primer moment agrupava HAS, EAS, ETA p-m, ETA m, ELI i LAIA per a coordinar les mobilitzacions de denúncia contra els judicis i afusellaments dels militants bascos Txiki i Otaegi pel règim de Franco, i més tard, per a organitzar i coordinar l'acció dels diferents partits i organitzacions que lluitaven "per l'alliberament nacional i social d'Euskal Herria" des de l'òptica de l'esquerra abertzale.
La coordinadora donà nom l'any 1976 a l'Alternativa KAS, una proposta política de l'esquerra abertzale per a la resolució negociada del conflicte basc que incloïa:
1. Establiment de llibertats democràtiques.
2. Amnistia.
3. Adopció de mesures destinades a millorar les condicions de vida dels treballadors.
4. Dissolució dels cossos repressius espanyols al país basc.
5. Reconeixement de la Sobiranía Nacional d'Euskal Herria, inclosa la capacitat de decidir del poble basc si fos el cas la creació d'un Estat propi.
6. Establiment d'un Estatut provisional d'autonomia per als territoris d'Àlaba, Guipúscoa, Navarra i Biscaia.
7. Constitució, en el marc d'aquest Estatut, d'un Govern Provisional d'Euskadi.

L'any 1978 es va simplificar i reduir a 5 punts.
Posteriorment, es va esdevenir la seva divisió. ETA-m i el bloc polític articulat al voltant d'Herri Batasuna i KAS, per una banda, i ETA-pm i el partit EiA (després Euskadiko Ezkerra), per l'altra, que acabarien dissolent-se al PSE-PSOE. KAS va evolucionar com una coordinadora de les diferents organitzacions de l'anomenat Moviment d'Alliberament Nacional Basc (MANB) que inclogué membres d'HB, Abertzale Sozialista Komiteak (ASK), LAB, Gestores Pro Amnistia, Jarrai, Egizan o el partit HASI, entre d'altres.
L'Alternativa KAS mantindria la seva vigència per a l'esquerra abertzale com a base programàtica d'una solució política del conflicte amb l'Estat espanyol fins al 1995, en què aquesta assumí el programa conegut com a Alternativa Democràtica per a Euskal Herria.
La Coordinadora KAS va ser il·legalitzada el 1998, tot i estar inactiva des del 1995, per "servir de suport polític a les accions armades d'ETA". El 19 de desembre de 2007, l'Audiència Nacional va considerar que diverses organitzacions configuraven el denominat per Baltasar Garzón "front polític d'ETA" (KAS, el grup Ekin, la Fundació Joxemi Zumalabe, dedicada a l'impuls de la desobediència civil, i l'entitat internacionalista pública Xaki), i condemnà 46 dels 52 acusats per pertinença a aquestes organitzacions a penes d'entre 2 i 17 anys per la seva activitat política.
El procés que dugué a aquesta il·legalització, conegut com a Sumari 18/98, instruït pel jutjat d'instrucció número 5 de l'Audiència Nacional espanyola, fou criticat per nombrosos observadors, adduint que tant "la instrucció s'havia realitzat amb vulneració de drets fonamentals", com en el judici "el dret a la defensa va quedar greument qüestionat", i la sentència "estableix que la intencionalitat política, la motivació ideològica, és suficient per a considerar un delicte de terrorisme". Un informe signat per més de 300 advocats internacionals concloia que "la sentencia apareix com una decisió de confrontació, regida per criteris excepcionals. És el símptoma de l'existència d'un Estat d'excepció encobert". Nombroses forces polítiques i sindicals basques, des de Batasuna, EA o el PNB, fins a sindicats, o el mateix govern basc van criticar la sentència afirmant que "empresona idees", mentre els partits majoritaris espanyols, PP i PSOE l'aplaudien. L'associació d'Advocats Democràtics Europeus va denunciar "l'aplicació d'una sèrie de lleis d'excepció que buiden de contingut principis universals de dret, garanties bàsiques i drets fonamentals de la persona detinguda i processada".
Ekin es va constituir el 6 de novembre de 1999, considerada hereva de la Koordinadora Abertzale Sozialista, prenent el nom del grup de joves nacionalistes que van donar origen a ETA, i es va dissoldre el 27 de setembre de 2011, coincidint amb el Gudari Eguna.